# Les Choristes (Pastell)
Les Choristes (Die Chorsänger, auch Choristen in der Oper oder Les Figurants (Die Statisten) genannt) ist ein Pastell über Monotypie des Impressionisten Edgar Degas (1834–1917) aus dem Jahr 1877. Das Werk hat eine Größe von 32 Zentimeter × 27 Zentimeter und gehört zum Bestand des Musée d’Orsay in Paris.

## Beschreibung
Die kleine Kreidezeichnung zeigt eine Gruppe von Choristen, die nicht selten aus Statisterie bestand, auf der Bühne vor dem rechts im Bild angedeuteten Vorhang. Die Figuren zeigen unterschiedliche Bewegungen, von einstudierter Pose bis zum Stegreif. Die Zeichnung gehört in eine umfangreiche Reihe von Pastellen und Gemälden, die Edgar Degas ab 1877 mit Szenen aus Ballettsälen, Opern, Theatern und von Orchestern anfertigte und die stets ungewöhnliche, dem normalen Theaterpublikum nicht wahrnehmbare Perspektiven und Ansichten vom Bühnenleben zeigen. So wird die Hauptperson in eine Ecke gerückt und vom Bildrahmen angeschnitten. Degas greift mit dieser Malweise der Fotografie und dem Film vor.

## Provenienz
Das Werk befand sich bis 1894 in der Sammlung Gustave Caillebotte. Nach dessen Tod ging es als Legat ans Musée du Luxembourg in Paris, dem es bis 1896 gehörte. Danach wurde der Louvre Eigentümer des Bildes. Dieser gab es 1986 ans Musée d’Orsay weiter.

## Diebstahl und Wiederentdeckung
Am 31. Dezember 2009 wurde es aus dem Musée Cantini, das es für eine Sonderausstellung entliehen hatte, in Marseille gestohlen. Der Verband der nationalen französischen Museen hat den Wert auf rund 800.000 Euro beziffert, nachdem die Polizei von Marseille zunächst von 30 Millionen Euro ausgegangen war. Das Gemälde wurde am 16. Februar 2018 bei der Routinekontrolle eines Reisebusses auf einem Autobahnparkplatz östlich von Paris im Gepäckabteil entdeckt. Das Musée de Orsay bestätigte die Authentizität des Fundes. Weitere Angaben wurden zunächst nicht gemacht.

## Ausstellungen
Die Ausstellungen sind unter anderem der Webseite des Musée d’Orsay entnommen.
- Troisième exposition impressionniste, Paris, 1877
- Works in Oil and Pastel by the Impressionists of Paris, New York, 1886
- Panama-Pacific International Exposition, San Francisco, 1915
- Founder’s Day Exhibition, Pittsburgh, 1916
- Retrospective Collection of French art 1870-1910 lent by the Luxembourg Museum, Buffalo, 1916
- Exposition Degas: peintures, pastels et dessins, sculptures, eaux-fortes, lithographies et monotypes, Paris, 1924
- Pastels français, Paris, 1949
- Pastels et miniatures du 19e siècle, Paris, 1956
- Degas – oeuvres du musée du Louvre: peintures, pastels, dessins, sculptures, Paris, 1969
- Eugène Delacroix et l’impressionnisme, Paris, 1970
- Degas, Paris, 1988
- Museum Cantini, Marseille, 2009